# Сыздыков, Тито Уахапович
Тито Уахапович Сыздыков (20 февраля 1948, село Ямышево, Павлодарский район, Павлодарская область, Казахская ССР, СССР) — казахстанский общественный и политический деятель, депутат Мажлиса Парламента Республики Казахстан (1999—2011).

## Биография
Родился в 1948 году в селе Ямышево Павлодарского района в семье фронтовика, сельского учителя.
Успешно закончил Семипалатинский сельскохозяйственный институт, а затем получил степень магистра экономики, политолог, кандидат экономических наук.
Около десятка лет Тито Сыздыков проработал в хозяйствах Иртышского и Краснокутского районов.
Благодаря лидерским качествам и организаторским способностям в 29 лет он возглавил совхоз, а затем в течение многих лет избирался на ответственные партийные и советские должности. Профессионализм, целеустремленность и упорство помогли ему пройти путь от рядового специалиста колхоза до руководителя администрации района. В 31 год Сыздыков Т. У. был награждён орденом «Трудового Красного Знамени».
С 1997—1999 годы аким города Аксу Павлодарской области.
В 1999 году был избран депутатом Мажилиса Парламента Республики Казахстан.
С 2012 года — Независимый директор, член Совета директоров Акционерного общества «Национальная компания «Қазақстан темір жолы».
Впервые избран в состав Совета директоров Акционерного общества «Национальная компания «Қазақстан темір жолы» 02.10.2012 г.
Решением Совета директоров АО «НК «КТЖ» от 22 июля 2015 года Тито Уахапович Сыздыков избран Старшим независимым директором Совета директоров Акционерного общества «Национальная компания «Қазақстан темір жолы» на срок – до конца срока полномочий Совета директоров Акционерного общества «Национальная компания «Қазақстан темір жолы».

## Награды
- Медаль «За трудовую доблесть»
- Орден «Трудового Красного Знамени»
- Медаль «Ерен еңбегі үшін»
- Юбилейная медаль «10 лет независимости Республики Казахстан»
- Орден «Құрмет»
- Орден «Парасат» (2008)
- Медаль «10 лет Астане»
- Юбилейная медаль «20 лет независимости Республики Казахстан»
- Орден «Содружество» (2010, МПА СНГ)[2]
- Почётный гражданин Павлодарской области (2011)[3]
- Почётный нагрудный знак «За заслуги перед городом» (город Аксу Павлодарской области, 2006)
- Почётный гражданин города Аксу (2011)
- Юбилейный нагрудный знак «50 лет городу Аксу» (город Аксу Павлодарской области, 2011)